# Мольнар, Дьёрдь
Дьёрдь Мольнар (венг. Molnár György, 12 февраля 1901, Будапешт — 23 января 1977, Будапешт) — венгерский футболист, игравший на позиции нападающего. Выступал, в частности, за клуб МТК (Будапешт), а также национальную сборную Венгрии.

## Клубная карьера
Во взрослом футболе дебютировал в 1919 году выступлениями за команду клуба МТК (Будапешт). Застал золотую эру клуба, когда команда 10 сезонов подряд становилась чемпионом Венгрии. Мольнар присоединился к шести победам этой серии, а также дважды в этот период выигрывал Кубок Венгрии. В составе МТК в то время выступало целое созвездие знаменитых футболистов, среди которых: Ференц Платко, Имре Шлоссер, Дьюла Манди, Дьердь Орт, Йожеф Браун, Золтан Опата, Вильмош Кертес, Дьюла Фельдманн, Бела Гуттманн и многие других. В этой компании Мольнар также был одним из лучших, о чём свидетельствует его признание лучшим футболистом Венгрии в 1922 году, а также титул лучшего бомбардира чемпионата в 1925 году. С введением профессионализма, команда получила приставку к названию «Венгрия» и потеряла единоличное лидерство в стране, сказалась смена поколений.
Сезон 1927/28 Мольнар начал в составе переименованного «МТК Венгрия», сыграл 1 матч, после чего перебрался в состав американского клуба «Нью-Йорк Джантс». К тому времени в США уже несколько лет существовал достаточно сильный профессиональный чемпионат.
Летом 1928 года Мольнар вернулся к «МТК», с которым успел ещё до начала сезона сыграть в Кубке Митропы. «МТК» лишь в переигровке уступила действующему и будущему финалисту турнира венскому «Рапиду» — 4:6, 3:1, 0:1. В перечисленных матчах Мольнар забил 3 гола, а в целом в 1927—1929 годах в Кубке Митропы на его счету 7 матчей и 4 мяча. И все же возвращение на родину для игрока получилось триумфальным — «МТК Венгрия» после трехлетнего перерыва завоевала титул чемпиона. Для Мольнара эта победа стала седьмой. Дьердь отметился 13-ю голами в сезоне. Больше из его партнеров забили Енё Кальмар (19) и Ференц Хирзер (15).
Летом игрок во второй раз перебрался через океан в США, где ещё успел поиграть в составе команд «Бруклин Хакоах» и «Бруклин Уондерерз».
Умер 30 марта 1977 года на 77-м году жизни.

## Выступления за сборную
24 октября 1920 года дебютировал в официальных матчах в составе национальной сборной Венгрии в игре против сборной Германии (0:1). В течение карьеры в национальной команде, которая длилась 8 лет, провел в форме главной команды страны 27 матчей, забив 11 голов, в шести матчах был капитаном команды.
В апреле 1924 года отличился хет-триком в игре против сборной Италии, которая завершилась разгромной победой венгров 7:1. Того же года попал в заявку сборной на Олимпийские игры 1924 года в Париже, но на поле не выходил.

## Достижения
- Чемпион Венгрии: 1919-20, 1920-21, 1921-22, 1922-23, 1923-24, 1924-25, 1928-29
- Серебряный призёр Чемпионата Венгрии: 1925-26
- Бронзовый призёр Чемпионата Венгрии: 1926-27
- Обладатель Кубка Венгрии: 1923, 1925
- Лучший бомбардир чемпионата Венгрии: 1924-25
- Лучший футболист Венгрии 1922

## Статистика выступлений

### Клубные команды
| Клуб                     | Сезон     | Чемпионат | Чемпионат | Чемпионат | Кубок Митропы | Кубок Митропы | Кубок Митропы |
| Клуб                     | Сезон     | Лига      | Матчи     | Голы      | Турнир        | Матчи         | Голы          |
| ------------------------ | --------- | --------- | --------- | --------- | ------------- | ------------- | ------------- |
| МТК (Будапешт)           | 1919/20   | Д-1       | 18        | 8+        |               |               |               |
| МТК (Будапешт)           | 1920/21   | Д-1       | 21        | 16        |               |               |               |
| МТК (Будапешт)           | 1921/22   | Д-1       | 21        | 24        |               |               |               |
| МТК (Будапешт)           | 1922/23   | Д-1       | 20        | 19        |               |               |               |
| МТК (Будапешт)           | 1923/24   | Д-1       | 20        | 14        |               |               |               |
| МТК (Будапешт)           | 1925/26   | Д-1       | 21        | 20        |               |               |               |
| МТК (Будапешт)           | 1925/26   | Д-1       | 17        | 13        |               |               |               |
| МТК (Будапешт)           | 1926/27   | Д-1       | 16        | 2         | КМ            | 3             | 1             |
| МТК (Будапешт)           | 1927/28   | Д-1       | 1         | 9         | КМ            | 3             | 3             |
| «Нью-Йорк Джайентс»      | 1927/28   | Д-1       | 30        | 6         |               |               |               |
| «МТК Венгрия» (Будапешт) | 1928/29   | Д-1       | 20        | 13        | КМ            | 1             | 0             |
| «МТК Венгрия» (Будапешт) | Всего МТК | Всего МТК | 175       | 129+      | -             | 7             | 4             |
| «Бруклин Хакоах»         | 1929      | Д-1       | 14        | 13        |               |               |               |
| «Бруклин Вондерерз»      | 1930      | Д-1       | 12        | 1         |               |               |               |
| Всего                    | Всего     | -         | 231       | 142+      | -             | 7             | 4             |

## Ссылка
- Профиль на magyarfutball.hu (венг.), (англ.)
- Матчи за сборную (англ.), (рус.)
- Выступления в чемпионате Венгрии (венг.)
- Профиль на mla.hu (венг.)